# رمون اوفنر
رمون اوفنر (فرانسوی: Raymond Offner‎; ۱۷ نوامبر ۱۹۲۷ – ۳۰ اکتبر ۱۹۸۹) بازیکن بسکتبال اهل فرانسه بود.